# 米哈伊利夫卡 (奧布希夫區)
49°35′27″N 31°5′34″E / 49.59083°N 31.09278°E
米哈伊利夫卡（烏克蘭語：Михайлівка）是位於烏克蘭北部的村莊，由基辅州奧布希夫區的米羅尼夫卡市鎮負責管轄。該村面積1.5平方公里，海拔高度147米，2001年人口301，人口密度每平方公里200.7人。